# National Democratic Party of Liberia
Die National-Demokratische Partei von Liberia (Abkürzung NDPL, englisch National Democratic Party of Liberia) ist eine politische Partei in Liberia. 
Die NDPL wurde im August 1984 von Anhängern Samuel Does gebildet, der 1980 in einem Militärputsch an die Macht kam. Die Partei bestritt die Wahlen vom 15. Oktober 1985 mit Doe als Präsidentschaftskandidaten. Er gewann 50,93 % der Stimmen bei einer Wahl überschattet von Vorwürfen der umfangreichen Unregelmäßigkeiten und Wahlbetrug. Die NDPL dominierte die beiden Kammern der Legislative und gewann 21 der 26 Sitze im liberianischen Senat und 51 der 64 in der Abgeordnetenkammer. Die Parteienkontrolle des Landes endete mit dem Ausbruch des ersten liberianischen Bürgerkriegs im Jahr 1989 und der Ermordung von Doe im Jahr 1990. 
Die Partei bestritt später die Parlamentswahlen von 1997. George Boley, ein ehemaliger Minister in der Regierung Doe wurde der Präsidentschaftskandidat der Partei. Er gewann nur 1,26 % der Stimmen, während die Partei es versäumte, Sitze im House oder im Senat zu gewinnen. 
Nach dem Ende des Zweiten liberianischen Bürgerkrieges, bestritt die Partei die Wahl 2005. Der NDPL-Präsidentschaftskandidat, Winston Tubman, wurde Vierter und gewann 9,2 % der Stimmen. In gleichzeitigen Parlamentswahlen gewann die Partei zwei Sitze im Senat und einer in der Abgeordnetenkammer.